# 充て職
充て職（あてしょく。あて職、充職とも表記する）とは、特定の職にある者を別の特定の職に就かしめる（充てる）こと。公的機関や営利を目的としない法人その他の団体の人事に多く、公務員の人事で、ある官職を関係する別の官職に就いている者に兼務させることを指す例が多い。

## 充て職の種類
| 元の職                    | 充て職                                                   | 根拠法                                             |
| ------------------------- | -------------------------------------------------------- | -------------------------------------------------- |
| 国務大臣                  | 国家公安委員会委員長                                     | 警察法6条1項                                       |
| 裁判官                    | 司法研修所教官、 裁判所職員総合研修所教官、 裁判所調査官 | 裁判所法附則3項                                    |
| 検事                      | 法務省の職員                                             | 法務省設置法附則3項                                |
| 大学以外の 公立学校の教員 | 教育委員会の指導主事                                     | 地方教育行政の組織及び 運営に関する法律19条4項後段 |
| 教諭                      | 学校に置かれる教務主任など                               | 学校教育法施行規則44条3項等                        |

充て職は、法令、例規、規則、定款等の規定を根拠として行われるものと、ある一定の社会的な地位のある職に就いている者を慣例的に選任するものがある。公的機関においては、本来的な意味での充て職は前者であるが、後者を充て職という例も多い。
前者は、根拠規定において「（Aの職）は（Bの職）をもって充てる」と定めることにより、Aの職をBの職の充て職とする。例えば、大臣委員会の委員長に国務大臣が命ぜられる例や、最高裁判所事務総局の官職に裁判官の身分にある者を充てる（充て判事）、法務省の内部部局の官職に検事の身分にある者を充てる（充て検事）、防衛省（自衛隊）の官職に自衛官を充てる、教育委員会の行政職である指導主事に教育職である教諭や教頭・校長を充てる、教務主任等の学校に置かれる職に教諭をもって充てる、といったものがある。これらの事例では、充て職とすることで、待遇の変動や給与の減額を抑えながら、職務に必要な知識・経験を備えた人材を登用しやすくなる。
後者の例には、地方公共団体の三役が当該自治体の関係機関・関係団体の長を兼ねる、商工会議所会頭が任意団体も含め各種の経済・産業振興団体の長に就く、といったものが挙げられる。

## 地方公共団体の長の充て職
地方公共団体の長（首長）は、通例多くの充て職を抱えている。こうした充て職への就任は、一般に、首長本人の自発的な意志に基づかず、自動的に行われる。
首長の充て職は名誉職に近いものもあるが、本来の職務以外の充て職の行事ため時間を割かれたり、また法的・外見的に当該組織の代表者であるために、自発的に就任した職ではないにもかかわらず充て職先の不祥事により思わぬ損害賠償の責任がふりかかってくるといった弊害も指摘される。
首長の充て職は、その性格から言って、本来、首長の交代と同時に交代されるものである。ところが、2006年に田中康夫・前長野県知事が知事の任期は切れたにもかかわらず、慣例等に基づいて知事の職にある者が就任していた県の外郭団体の長などの「あて職」を辞任せずその職に居座るという事例が起きた。規則等に基づいて首長を長に充てている団体の中には、このような混乱を避けるため、規則に「あて職は（首長の）在任期間を任期とする」等のただし書を設けているケースもある。

## 関連法規
狭義では、地方自治法により、一定の職にある職員が他の一定の職を当然に占めるものとする制度である。
参考　地方自治法
第百八十条の三 　普通地方公共団体の長は、当該普通地方公共団体の委員会又は委員と協議して、その補助機関である職員を、当該執行機関の事務を補助する職員若しくはこれらの執行機関の管理に属する機関の職員と兼ねさせ、若しくは当該執行機関の事務を補助する職員若しくはこれらの執行機関の管理に属する機関の職員に充て、又は当該執行機関の事務に従事させることができる。